# خوسيه ماريا كارو مارتينيز
خوسيه ماريا كارو مارتينيز (بالإسبانية: José María Caro Martínez)‏ هو سياسي تشيلي، ولد في 1830 في تشيلي، وتوفي في 11 نوفمبر 1916 في تشيلي. حزبياً، نشط في Conservative Party (Chile) ‏. وقد انتخب عمدة بتشيلمو ‏.